# Саринасуф (Тулћа)
Саринасуф (рум. Sarinasuf) насеље је у Румунији у округу Тулћа у општини Муригиол. Oпштина се налази на надморској висини од 3 m.

## Становништво
Према подацима из 2002. године у насељу је живело 536 становника.

### Попис2002.
| Расподела становништва по националности 2002.‍ | Расподела становништва по националности 2002.‍ | Расподела становништва по националности 2002.‍ | Расподела становништва по националности 2002.‍ | Расподела становништва по националности 2002.‍ |
| --------------------------------------------- | --------------------------------------------- | --------------------------------------------- | --------------------------------------------- | --------------------------------------------- |
|                                               |                                               |                                               |                                               |                                               |
| Румуни                                        | Румуни                                        |                                               | 527                                           | 98,9%                                         |
| Бугари                                        | Бугари                                        |                                               | 6                                             | 1,1%                                          |